# Алов, Александр Александрович
Алекса́ндр Алекса́ндрович А́лов (настоящая фамилия — Ла́пскер; 26 сентября 1923[…], Харьков — 12 июня 1983, Рига) — советский кинорежиссёр и сценарист, педагог; народный артист СССР (1983). Лауреат Государственной премии СССР (1985 — посмертно).

## Биография
Родился 26 сентября 1923 года в Харькове. 
В 1926 году семья переехала в Москву. В 1941 году окончил 204-ю экспериментальную школу имени А. М. Горького на Сущевском Валу и добровольцем ушел на фронт. 
С августа 1941 года служил в составе 1-го особого кавалерийского полка на Западном фронте. Участвовал в обороне Москвы, был контужен. 
Находясь в госпитале в Алма-Ата, поступил на режиссерский факультет ВГИКа, который был туда эвакуирован. В декабре 1942 — мае 1945 года — красноармеец 210-го армейского запасного стрелкового полка, занимался организацией полковой самодеятельности. Воевал на Донском, Воронежском, Степном, 2-м и 3-м Украинских фронтах. Участвовал в Сталинградской и Курской битвах, Белгородско-Харьковской операции, битве за Днепр, Кировоградской, Корсунь-Шевченковской, Уманско-Ботошанской, Ясско-Кишинёвской, Будапештской, Балатонской и Венской операциях. В конце января 1945 года ранен в голову осколком снаряда.
В 1951 году окончил режиссёрский факультет ВГИКа (Москва), где учился в мастерской И. А. Савченко.
В 1951—1957 годах работал режиссёром Киевской киностудии художественных фильмов, с 1957 года — киностудии «Мосфильм». Одной из самых известных его работ стал фильм «Бег» (1970). 
Лента «Тегеран-43», снятая в 1980 году, стала одним из лидеров советского кинопроката. В числе сыгравших в нём зарубежных актёров были звезды мирового экрана Курд Юргенс, Клод Жад и Ален Делон.
Тридцать лет работал вместе с Владимиром Наумовым, который впоследствии снял о нём фильм «Алов» (1985).
В 1971 году в театре «Современник» поставил спектакль по пьесе И. Эркеня «Тоот, другие и майор» (совместно с В. Н. Наумовым).
В 1971—1973 годах совместно с Владимиром Наумовым руководил мастерской на режиссёрском отделении Высших курсов сценаристов и режиссёров, с 1980 года — также совместно с Владимиром Наумовым руководил мастерской во ВГИКе.
Был членом Союза кинематографистов СССР.

### Смерть
12 июня 1983 года на съёмках фильма «Берег» почувствовал себя плохо. Скончался в ночь с 12 на 13 июня в Риге от сердечного приступа. Похоронен в Москве на Ваганьковском кладбище (57 уч.).

## Семья
- Отец — Александр Самойлович Алов-Лапскер (1896—1971), советский агротехник и почвовед, был научным сотрудником Почвенного института[10].
- Мать — Любовь Иосифовна Алова-Лапскер (1885—1946), заведовала Центральной детской библиотекой имени И. З. Сурикова, позже читальным залом Московской городской библиотеки имени Моссовета.
- Брат — Иосиф Александрович Алов (1919—1982)[11], советский цитолог и физиолог.
- Жена (1949—1971) — Тамара Логинова (1929—1988), актриса; заслуженная артистка РСФСР (1976)[12].
  - Дочь — Любовь Александровна Алова (род. 1950), киновед, кандидат искусствоведения[12].

## Фильмография

### Режиссёрские работы
- 1951 — Тарас Шевченко (ассистент режиссёра, заканчивал фильм после смерти И. А. Савченко)
- 1954 — Тревожная молодость
- 1956 — Павел Корчагин
- 1958 — Ветер
- 1961 — Мир входящему
- 1962 — Монета
- 1966 — Скверный анекдот
- 1970 — Бег
- 1976 — Легенда о Тиле
- 1980 — Тегеран-43
- 1983 — Берег

### Сценарные работы
- 1958 — Ветер
- 1961 — Мир входящему
- 1962 — Монета
- 1966 — Скверный анекдот
- 1970 — Бег
- 1972 — Карнавал
- 1973 — Как закалялась сталь
- 1976 — Легенда о Тиле
- 1980 — Тегеран-43
- 1982 — Похождения графа Невзорова
- 1983 — Берег
- 1989 — Закон

## Литературное творчество
- Алов А., Наумов В. Как это делалось в 1961-м // СЭ. 1990. № 3.
- Алов А., Наумов В. О фильме «Тегеран-43» // ИК. 1981. № 1.
- Алов А., Наумов В. «Берег» // ИК. 1983. № 1.

## Звания и награды
Государственные награды:
- Заслуженный деятель искусств РСФСР (1965)[12];
- Народный артист РСФСР (1974);
- Народный артист СССР (1983)[12];
- Государственная премия СССР (1985 — посмертно) — за фильм «Берег» (1983);
- орден Трудового Красного Знамени (1981)[12];
- орден Красной Звезды (1945)[12];
- Медаль «За боевые заслуги» (1944)[12];
- Медаль «За доблестный труд. В ознаменование 100-летия со дня рождения Владимира Ильича Ленина»;
- Медаль «За оборону Сталинграда»;
- Медаль «За победу над Германией в Великой Отечественной войне 1941—1945 гг.»[12];
- Медаль «За взятие Будапешта» (1945)[12];
- Медаль «За взятие Вены» (1945)[12];
- Медаль «Двадцать лет победы в Великой Отечественной войне 1941—1945 гг.»;
- Медаль «Тридцать лет Победы в Великой Отечественной войне 1941—1945 гг.»;
- Медаль «50 лет Вооружённых Сил СССР»;
- Медаль «60 лет Вооружённых Сил СССР».

Другие награды, поощрения и общественное признание:
- МКФ в Москве (в рамках Всемирного фестиваля молодежи и студентов) (1957, Серебряная медаль) — за фильм «Павел Корчагин» (1956);
- ВКФ в Москве (1958, Поощрительный диплом) — за фильм «Павел Корчагин» (1956);
- МКФ в Венеции (1961, «Золотая медаль» (специальная премия жюри)), «Кубок Пазинетти» (премия итальянский кинокритиков за лучший иностранный фильм) — за фильм «Мир входящему» (1961)[12];
- Премия «Фемина бельж» (в числе десяти иностранных фильмов) в Брюсселе (1962) — за фильм «Мир входящему» (1961)[12];
- ВКФ в Ереване (1978, Специальный приз жюри) — за фильм «Легенда о Тиле» (1976);
- МКФ в Брюсселе (1978, Главный приз жюри) — за фильм «Легенда о Тиле» (1976);
- Приз кинопродюсеров Норвегии (1978) — за фильм «Легенда о Тиле» (1976)[13];
- ВКФ в Вильнюсе (1981, Главный приз) — за фильм «Тегеран-43» (1980);
- ММКФ в Москве (1981, Золотой приз) — за фильм «Тегеран-43» (1980);
- МКФ в Москве (1981, Приз Общества «Родина») — за фильм «Тегеран-43» (1980);
- ВКФ в Киеве (1984, Главный приз и Диплом) — за фильм «Берег» (1983).